# Antonio Gramsci
Antonio Gramsci (Ales, 22 de gener del 1891 - Roma, 27 d'abril del 1937) fou un escriptor, polític i filòsof italià d'origen sard. Va ser un dels fundadors del Partit Comunista Italià, el 21 de gener del 1921.

## Biografia

### Antecedents familiars
Antonio Gramsci va néixer a Ales, prop d'Oristany. El pare, Francesco, era originari de Gaeta, de família petitburgesa. Havia estat estudiant lleis, però en morir el seu pare, coronel de carabiners, va haver de posar-se a treballar. El 1881, va arribar a Sardenya per treballar a l'Oficina del registre de Bilartzi. Allà va conèixer Peppina (Giuseppina), que havia estudiat fins a tercer d'elemental i que era la filla d'un recaptador d'impostos i propietari d'algunes terres. Els pares de Francesco eren contraris a la relació, ja que consideraven la família de la dona com una família de classe inferior. Tot i aquesta oposició, però, es van casar el 1883.
Van tenir set fills. El primer d'ells, Gennaro, va néixer el 1884, quan el matrimoni encara vivia a Bilartzi. Els altres tres, però, van néixer després que l'oficina del registre fos traslladada a Abas, Grazietta el 1887, Emma el 1889 i, el 22 de gener del 1891, Antonio que serà batejat el 29 del mateix mes.
Un any després, la família es trasllada a Sorgono, d'on era originària la mare. Allà van néixer els altres tres fills: Mario (1893); Teresina (1895) i Carlo (1897).
Quan tenia només dos anys, Antonio va patir la malaltia de Pott, que consisteix en la infecció pel bacil de la tuberculosi d'un disc intervertebral o dels cossos vertebrals adjacents. Li va deformar la columna vertebral i li va impedir créixer amb normalitat. De fet, mai no va passar del metre i mig d'alçada. L'explicació, però, que van donar els pares a aquesta deformitat va ser una presumpta caiguda. Fins i tot el mateix Gramsci, va acabar creient-lo. En tot cas, sempre va tenir sempre una salut delicada. Quan tenia quatre anys, arran d'un episodi de convulsions i hemorràgies, els metges el van desnonar. La mare va arribar a comprar el taüt i el vestit per a enterrar-lo.
Francesco Gramsci, el pare, va ser arrestat el 9 d'agost del 1898. El van acusar de malversació, concussió i falsedat documental, i va ser condemnat el 27 d'octubre del 1900, tot i que a la pena menor: cinc anys, vuit mesos i vint-i-dos dies, que havia de complir a Gaeta. La família es va quedar sense el sou del pare i va passar moments de veritable misèria. La mare va mirar de fer-los front venent-se la seua part de l'herència, allotjant el veterinari del poble o cosint camises.
Per culpa del seu estat de salut, Gramsci va començar tard a anar a escola, cap als set anys. Va acabar la primària el 1903, amb les millors notes possibles. Però la situació de la família no li permetia de començar la secundària. Ja l'estiu anterior, havia començat a treballar a l'Oficina del cadastre de Bilartzi per nou lires al mes —l'equivalent a un quilo de pa al dia— i deu hores de treball, movent «arxius que pesaven més que jo i moltes nits plorava amagat perquè li feia mal tot el cos».
El 13 de gener del 1904, el pare, Francesco Gramsci, es va beneficiar d'una amnistia i va sortir de la presó tres mesos abans d'acabar la seua condemna. Al principi, va treballar en una asseguradora agrícola, però més tard va ser rehabilitat i va poder treballar de procurador. Finalment, va poder tornar a l'Oficina del cadastre on ja va treballar la resta de la seua vida.

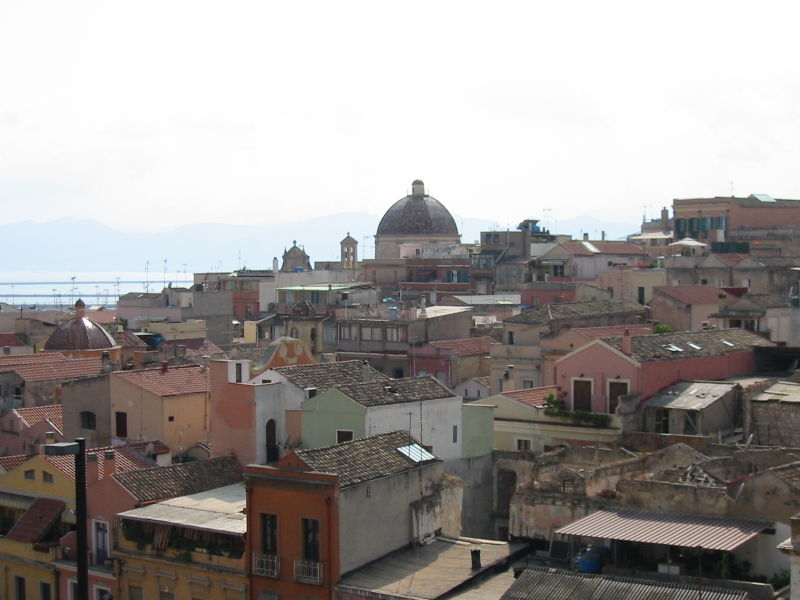
Vista panoràmica de la ciutat de Càller (Casteddu en sard)

Els pares van inscriure Antonio a l'escola municipal de Santu Lussurzu, una localitat a 18 quilòmetres de Bilartzi. Es tractava d'una «petita escola en què tres suposats mestres s'encarregaven amb molt poca vergonya de l'ensenyament de les cinc classes». En aquestes condicions, va acabar-hi els seus estudis. L'estiu del 1908, va obtenir a Oristany la licenza ginnasiale, els estudis que el capacitaven per a matricular-se en el Liceu Dettori, a Càller. Va viure de pensió primer en un edifici de la via Principe Amedeo, al número 24, i després junt amb son germà Gennaro.
La poca preparació rebuda a l'escola de Santu Lussurzu es va fer notar. Al principi, Gramsci aprovava just les diverses assignatures. Però aviat es va recuperar. Constantment llegia o estudiava. No es concedia distraccions. No sols pels sacrificis que li haurien significat, sinó també perquè només tenia un vestit, el que no afavoria les ganes d'anar amb els amics ni als locals públics.
Gennaro, el seu germà, havia tornat a Sardenya convertit en un militant socialista. A principis de l'any 1911, va ser nomenat tresorer de la Càmera del treball i secretari de la secció socialista de Càller. «Una gran quantitat de material propagandístic acabava a casa. Nino (Antonio Gramsci), que la major part de les vegades passava les vesprades tancat a casa, sense ni tan sols una xicoteta eixida, aprofitava per llegir-lo».
Les seues lectures també abastaven l'obra de novel·listes italians populars, com Carolina Invernizio o Anton Giulio Barrili i també els de Grazia Deledda, que no li acabaven de fer el pes, ja que considerava folklòrica la visió que aquesta escriptora oferia de Sardenya. Altres lectures eren Il Marzocco i La Voce, de Giuseppe Prezzolini, Papini, Emilio Cecchi. Però el que més li agradava i el que més recomanava, els escriptors que sempre demanava de retallar els articles i guardar-los a la cartera eren Benedetto Croce i Gaetano Salvemini.
En acabant el segon curs al liceu, en la càtedra de literatura italiana era Raffa Garzia, radical i anticlerical, a més director de L'Unione Sarda, un diari lligat al sardisme representat al parlament per Francesco Cocco-Ortu, llavors fortament oposat al govern de Luigi Luzzatti. Gramsci va establir una bona relació amb Garzia, més enllà del que s'esqueia com a deixeble. Com que, de tant en tant, era enviat a visitar la redacció del diari, l'estiu de l'any 1910 va rebre el carnet de periodista, amb la invitació a «enviar-hi totes les notícies d'interès públic». I el 25 de juliol va tenir la satisfacció de veure imprès el seu primer escrit públic, vint-i-cinc línies de crònica irònica sobre un fet esdevingut al poble de Bidumajore.
En un exercici que s'ha conservat del seu últim any de liceu, Gramsci escrivia, entre altres coses, que «les guerres són fetes per al comerç, no per a la civilització […] la Revolució francesa ha abatut molts privilegis, ha alliberat molts oprimits, però no ha fet sinó substituir una classe per una altra en el domini. No obstant això, ha deixat un gran ensenyament: que els privilegis i les diferències socials, en tant que productes de la societat i no de la natura, poden ser superats». En aquest període, la seua concepció socialista va unida a l'adhesió a l'independentisme sard, en una mena de «socialsardisme». Junt a la denúncia de les condicions d'endarreriment de l'illa i de les desigualtats socials, manifesta l'hostilitat cap a les classes privilegiades del continent, entre les quals hi havia, d'acord amb una mentalitat d'origen rural, fins i tot els obrers, concebuts com una corporació elitista entre els treballadors assalariats.

### Estudiant a Torí
«Vaig partir cap a Torí com si fos en estat de somnambulisme. Tenia 55 lires a la butxaca, n'havia gastat 45 en el viatge en tercera classe de les 100 que portava de casa». El 27 d'octubre del 1911 acaba els exàmens. Els supera en novena posició. En la segona, hi ha un estudiant genovès arribat de Sàsser, Palmiro Togliatti.
Tot i que, de jove, Gramsci va estar prop del nacionalisme sard, des que va començar a la Universitat de Torí, a partir del 1911, es va anar acostant a la milícia socialista i revolucionària.
Es va inscriure al Partit Socialista Italià el 1913. Va ser director del Grido del popolo i de l'Avanti i, després de la revolta popular d'agost del 1917, va esdevenir secretari de la secció socialista de Torí.
El maig del 1919 va fundar L'Ordine Nuovo, setmanari de cultura socialista adreçat sobretot a la classe obrera i que militava en favor de l'adhesió a la Internacional Comunista i al suport al moviment dels consells de fàbrica. Les posicions politicoideològiques del periòdic van rebre l'aprovació de Lenin el 1920 i, en la lluita interna del PSI, Gramsci es va acostar cada vegada més a l'àrea revolucionària i autonomista capitanejada per Amadeo Bordiga, que auspiciava el naixement d'un Partit Comunista d'Itàlia (PCI), com a secció italiana de la Internacional.
Membre ja del comitè central del partit que acabava de nàixer (al gener del 1921), va ser a Moscou des del juny del 1922 fins al novembre del 1923 i va entrar a l'executiva de la Internacional. En aquell any, Gramsci es va distanciar clarament de les posicions polítiques de Bordiga (que es trobava enfrontat amb la Internacional), per la qual cosa, tan bon punt va tornar a Itàlia, el maig del 1924, i va esdevenir secretari nacional del partit, va desafiar la línia dura de repressió que volia el règim feixista i va portar la política comunista cap a una unitat amb els socialistes maximalistes i cap a un arrelament en la societat italiana que tenia com a fi l'aliança entre obrers i camperols del Sud. Aquesta línia, que ell va anomenar questione meridionale («qüestió del sud») va ser sancionada al III Congrés del PCI (Lió, 1926).
Junt amb altres dirigents del partit, va ser arrestat el novembre del 1926 i condemnat pel Tribunal Especial, el 1928, a vint anys de reclusió per activitat conspirativa, incitació a l'odi de classes i antipatriotisme. Va passar la major part de la reclusió a la presó de Torí. A partir del 1934, arran d'un evident empitjorament de les seues condicions físiques i psíquiques, va ser traslladat a una clínica de Formia. Les Cartes de la presó recullen el dens epistolari que va mantenir amb la seua dona Julia durant el període de presó.

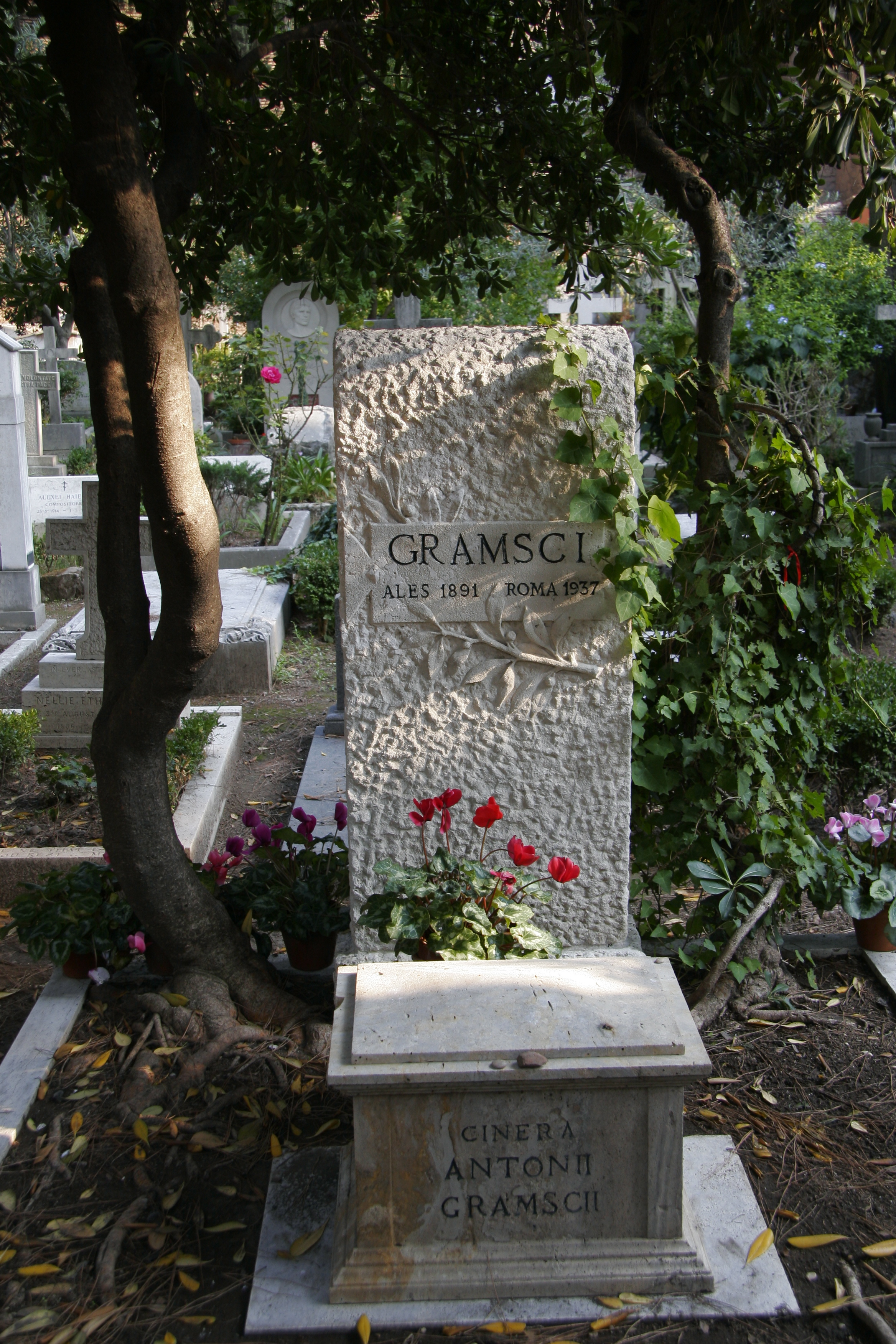
Tomba d'Antonio Gramsci al cementiri no catòlic de Roma

La seva salut delicada va empitjorar amb la detenció. Gramsci va morir poc després de ser excarcerat, gràcies a una amnistia.
Va ser enterrat al cementiri no catòlic de Roma. Gairebé no se'n va saber, de la seua mort. A França, els exiliats antifeixistes, però, van fer una manifestació espontània en honor seu.

## Obra
Tant els escrits polítics, les Cartes de la presó (publicades el 1947 i millorades successivament amb les edicions del 1967 i 1988) o Els quaderns de la presó, les obres de Gramsci van tenir un gran relleu en la cultura italiana de la postguerra de la II Guerra Mundial. Pel que fa al terreny polític, en Gramsci trobem una de les crítiques més dures i sinceres contra l'estalinisme. En els Quaderns, hi ha tota una estratègia revolucionària fonamentada en una idea no repressiva del poder (l'hegemonia), capaç de tenir en compte totes les complexitats de les articulacions de la moderna societat industrial (pas de la "guerra de moviments" a la "guerra de posicions").
Inspirats fonamentalment per exigències més hermenèutiques i no sols tangencialment militants, els Quaderns enceten una recerca d'un gran alè crític sobre molts aspectes de la societat moderna. Mitjançant el concepte de revolució passiva, Gramsci mira, posem per cas, d'unificar tot un seguit de fenòmens actuals lligats a la implicació i al paper de les masses en la societat moderna: l'"americanisme", la planificació soviètica de l'economia i el feixisme. També utilitza aquest mateix concepte en l'àmbit de la historiografia, on va tenir un ressò especial amb les seues consideracions sobre els límits democràtics de l'estat nació. Gramsci basa aquest concepte en la lectura que fa del Risorgimento com una revolució popular fracassada.
També són destacables els seus aprofundiments en temes com ara la història dels intel·lectuals italians, el pensament polític de Maquiavel o la relació entre literatura i societat. I, pel que fa al terreny netament filosòfic, l'aferrissat enfrontament amb Benedetto Croce, l'elaboració del qual considera una «retraducció» al llenguatge especulatiu idealista del materialisme històric. Això, acompanyat d'una interpretació del marxisme en clau historicista i antideterminista (l'anomenada «filosofia de la praxi»). Aquesta interpretació posa al cor de la reflexió l'activitat humana, determinada històricament pel conjunt de relacions, ja siguen econòmiques, socials, ideològiques, jurídiques o polítiques que lliguen els éssers humans els uns amb els altres. En aquest sentit, l'obra de Gramsci, amb les de György Lukács, Karl Korsch, Ernst Bloch i altres pensadors, formaria part d'allò que s'ha anomenat «marxisme occidental», per contraposició a l'escolàstica oficial soviètica.

## El pensament de Gramsci
Entre les principals aportacions del pensament gramscià, destaquen les que fa a la teoria marxista, així com d'altres que abasten la teoria crítica o l'educativa:

### L'hegemonia
Per a Gramsci, si més no als països occidentals, el domini de la burgesia no es deu només al domini per la força, sinó que consisteix també en la fabricació d'un consens per mitjans pacífics. És mitjançant l'hegemonia cultural que s'esdevé l'adopció per part del proletariat dels interessos de la burgesia.
En termes generals, l'hegemonia també consisteix en la conquesta de la majoria política d'un país. És a dir, que les forces polítiques expressió d'aquesta majoria hi dirigeixen la política i dominen les forces socials que s'hi oposen.
L'hegemonia té, doncs, dues vessants. Una, de caràcter polític i militar. I l'altra, de caràcter cultural. Gramsci es contraposa al concepte leninista d'hegemonia, perquè Lenin donava més importància als components polítics i militars. Gramsci privilegia el camp intel·lectual, cultural i moral. Però això no vol dir que l'hegemonia siga només cultural o moral. La direcció d'un grup social es pot manifestar ja siga com a domini o com a direcció cultural i moral. Un comportament social o un altre es podrà donar en funció de les circumstàncies, és clar, però també en funció dels grups que siguen dirigits pel grup dominant. Així, aquest farà servir el domini (polític i militar) amb aquells grups contraris i oposats als quals, per tant, té tendència a anorrear. I, en canvi, es comportarà com a dirigent (moral i intel·lectual) amb els grups que considere aliats.
Podríem dir, doncs, que la concepció gramsciana de l'hegemonia conjuga la coerció —amb el grups dominats— i el consens —amb els grups dirigits.

### El paper dels intel·lectuals
Per a Gramsci, des del moment en què es reconeix que no hi ha activitat humana de la qual es pot excloure la intervenció de l'intel·lecte i que no es pot separar l'homo faber de l'homo sapiens, tots els éssers humans són intel·lectuals. Independentment de la professió específica de cadascú, tothom és, a la seua manera, un filòsof, un artista, una persona de gust, té una concepció del món i una línia conscient de conducta moral. Tot i això, no totes les persones tenen en la societat la funció d'intel·lectuals.
Al llarg de la història, es formen categories particulars d'intel·lectuals, especialment en connexió amb els grups socials més importants i experimenten elaboracions més extenses i complexes en connexió amb el grup social dominant. Un grup que tendeix a l'hegemonia lluita per l'assimilació i la conquista ideològica dels intel·lectuals tradicionals […] que, com més el grup elabora simultàniament els mateixos intel·lectuals orgànics, serà més ràpida.
L'intel·lectual tradicional és el literat, el filòsof, l'artista i, per això, els periodistes, que creuen ser literats, filòsofs, artistes, creuen també ser els veritables intel·lectuals. Modernament, però, és la formació tècnica que forma la base del nou tipus d'intel·lectual, un constructor, organitzador, persuasiu, el qual ha d'abastar des de la tècnica-treball a la tècnica-ciència i la concepció humanística i històrica, sense la qual es roman especialista i no s'esdevé dirigent.

## Principals obres
| «                 | Instruïu-vos, perquè necessitarem tota la nostra intel·ligència. Emocioneu-vos, perquè necessitarem tot el nostre entusiasme. I organitzeu-vos, perquè necessitarem tota la nostra força. | » |
| — Antonio Gramsci | |   |

### Principals obres
- La rivoluzione contro il capitale, 1918
- Lettere del carcere
- Quaderni del carcere

### Llibres extrets delsQuaderni del carcere
- Il materialismo storico e la filosofia di Benedetto Croce (1948)
- Gli intellettuali e l'organizzazione della cultura (1949)
- Il Risorgimento (1949)
- Note sul Machiavelli, sulla politica e sullo Stato moderno (1949)
- Letteratura e vita nazionale (1950)
- Passato e presente (1951)

### Traduccions al català
- Cultura i literatura. Barcelona: Edicions 62, 1966.
- El príncep modern. Barcelona: Edicions 62, 1968
- El materialisme històric i la filosofia de Croce. Barcelona: Edicions 62, 1990
- L'arbre de l'eriçó i altres contes de bona nit. Barcelona: Icaria Editorial, 2017[3]
- Cartes des de la presó. Cartes a Tatiana Schucht. Barcelona: Edicions de 1984, 2014[4]
- Qui vol el fi, vol els mitjans. Jacobinisme i bolxevisme (1917-1926). Manresa: Tigre de Paper Edicions, 2019[5]